# Arturo Rodríguez (futbolista)
Arturo Rodríguez (San Luis Potosí, México; 15 de diciembre de 1998) es un futbolista mexicano. Juega de centrocampista y su equipo actual es el Charleston Battery de la USL Championship de los Estados Unidos.

## Trayectoria
Rodríguez formó parte de las inferiores del FC Dallas entre 2017 y 2019.
Firmó su primer contrato profesional el 31 de enero de 2019 con el North Texas SC, equipo reserva del Dallas en la USL League One. Debutó el 30 de marzo de 2019 en la victoria por 3:2 contra el Chattanooga Red Wolves. Su buena campaña en la temporada 2019, donde su club se consagró campeón y el mexicano registró 10 asistencias, fue nombrado mejor jugador joven y mejor jugador del año de la League One.

## Estadísticas
Actualizado al último partido disputado el 8 de marzo de 2020.
| Club                         | Div.          | Temporada     | Liga  | Liga  | Copas nacionales | Copas nacionales | Copas internacionales | Copas internacionales | Total | Total |
| Club                         | Div.          | Temporada     | Part. | Goles | Part.            | Goles            | Part.                 | Goles                 | Part. | Goles |
| ---------------------------- | ------------- | ------------- | ----- | ----- | ---------------- | ---------------- | --------------------- | --------------------- | ----- | ----- |
| North Texas Estados Unidos   | 3.ª           | 2019          | 30    | 8     | -                | -                | -                     | -                     | 30    | 8     |
| North Texas Estados Unidos   | Total club    | Total club    | 30    | 8     | 0                | 0                | 0                     | 0                     | 30    | 8     |
| Real Monarchs Estados Unidos | 2.ª           | 2020          | 1     | 0     | -                | -                | -                     | -                     | 1     | 0     |
| Real Monarchs Estados Unidos | Total club    | Total club    | 1     | 0     | 0                | 0                | 0                     | 0                     | 1     | 0     |
| Total carrera                | Total carrera | Total carrera | 31    | 8     | 0                | 0                | 0                     | 0                     | 31    | 8     |

## Palmarés

### Títulos nacionales
| Título         | Club           | País           | Año  |
| -------------- | -------------- | -------------- | ---- |
| USL League One | North Texas SC | Estados Unidos | 2019 |

### Distinciones individuales
| Distinción                                 | Año  |
| ------------------------------------------ | ---- |
| MVP de la USL League One                   | 2019 |
| Jugador joven del año de la USL League One | 2019 |